# マルセロ・バーロン
マルセロ・バーロン（Marcelo Burlon）は、イタリアのミュージシャン、クラブDJ、プロモーター、デザイナー。また、ファッションブランド「マルセロ・ブロン・カウンティ・オブ・ミラン (Marcelo Burlon County of Milan)」の設立者である。

## 経歴
アルゼンチン出身。父親はイタリア人、母親はレバノン人。
1990年、アルゼンチンの財政危機が起きたため、イタリアに引っ越すことになり、家族と共にアドリア海の沿岸で靴の工場を経営する。10代後半の頃、日曜日の午後にクラブ通いをする生活が始まる。それによりパーティーのクラブDJが本職になった。それ以降数年、クラブで働いていた。
1998年、イタリアを旅行してたクラブキッドの一団がバーロンの住んでる村に来て、彼らが「ここで何やってるの？ ミラノに来いよ」と尋ねてきた。彼らはモデル、大手ブランドのデザイナーを職にしてる人が多かった。そのためバーロンは、ミラノに移動した。

## ブランド
2012年にマルセロ・ブロン・カウンティ・オブ・ミラン (Marcelo Burlon County of Milan)をスタートさせた。
最初はプリントTシャツから展開を始める。ブランドのシグネチャであるピクセルのダイアモンドロゴを表現したフーディ、グラフィックTシャツ、ビーニー、スウェットパンツは、ブラック、ホワイト、レッドの大胆な単色使用し、スポーツウェアの快適さとモダンなグラフィックストリートウェアを展開している。ウェア以外にも他には財布、アクセサリーなども展開している。
マルセロ・バーロンは、様々な人と同じ趣味や信念を共有しているという理由でブランドを始める。彼にとって「Tシャツは簡単なコミュニケーションの方法」だと語っている。Tシャツは、彼がブランドを始めることを展開していく媒体になった。
デザイナーとしての肩書きを持っているが、彼はインタビュー等で「僕はデザイナーではない。まぁファッションデザイナーではない」と公言している。